# Упинское сельское поселение
Упинское сельское поселение — упразднённое муниципальное образование в составе Хиславичского района Смоленской области России.
Административный центр — деревня Упино.
Образовано Законом от 20 декабря 2004 года. Упразднено Законом Смоленской области от 20 декабря 2018 года с включением всех входивших в его состав населённых пунктов к 1 января 2019 года в Корзовское сельское поселение.

## Географические данные
- Общая площадь: 82,51 км²
- Расположение: северная часть Хиславичского района
- Граничит:
  - на севере — с Починковским районом
  - на востоке — с Череповским сельским поселением
  - на юге — с Хиславичским городским поселением
  - на юго-западе — с Корзовским сельским поселением
  - на северо-западе — с Монастырщинским районом

- По территории поселения проходит автодорога Хиславичи — Монастырщина
- Крупная река: Сож.

## Население
| 2007 | 2011 | 2012 | 2013 | 2014 | 2015 | 2016 |
| ---- | ---- | ---- | ---- | ---- | ---- | ---- |
| 451  | ↘326 | ↘300 | ↘285 | ↘271 | ↘257 | ↘255 |
| 2017 | 2018 | 2019 |      |      |      |      |
| ↗259 | ↗266 | ↘250 |      |      |      |      |

## Населённые пункты
На территории поселения находилось 12 населённых пунктов:
- Деревня Упино — административный центр
- Анновка, деревня
- Ващиловка, деревня
- Еловцы, деревня
- Иванов Стан, деревня
- Кобылкино, деревня
- Коханово, деревня
- Мешковка, деревня
- Семыговка, деревня
- Селезеньки, деревня
- Слобода, деревня
- Суховилы, деревня

Бывшие деревни
- Даниловка
- Лындовка
- Скоблянка
- Толкачёвка